# Machelones
Người Machelones (tiếng Gruzia: მახელონები) (Machelônes, Machelonoi; tiếng Hy Lạp: Μαχελῶνες) là một bộ lạc người Colchis nằm xa về phía nam của Phasis (ngày nay là sông Rioni, miền tây Georgia). Họ được nhắc đến một vài lần trong các nguồn cổ đại. Tộc người này có thể là người Machorones của Pliny (NH 6.4.11), ông ta đặt họ nằm ở khu vực giữa sông Ophis (ngày nay thuộc Thổ Nhĩ Kỳ) và Prytanis.
Nhà văn thế kỷ thứ I CN, Lucian cũng ghi chú về người Machlyai và vị vua của họ, nhưng bài tường thuật này dường như hoàn toàn hư cấu. Ptolemy, vào giai đoạn đầu thế kỷ thứ II CN, đề cập tới thị trấn của người Mechlessos nằm ở biên giới của Colchis, nhưng ngoài ra lại không nói thêm điều gì khác. Vị tác giả cùng thời với ông ta, Arrian, liệt kê theo hướng từ tây sang đông các tộc người Sannoi, Drilae, Machelonoi, Heniochoi, Zudreitai, và Lazoi (Perip. 1 1.1-2). Khi đang viết về một sự kiện diễn ra vào khoảng 100 năm trước đó (117 SCN) trong giai đoạn đầu thế kỷ thứ III, Dio Cassius (68.19) nói rằng người Machelonoi và người Heniochoi láng giềng được cai trị bởi một vị "vua" duy nhất, Anchialos, ông ta đã quy phục hoàng đế Trajan. Có một sự đề cập được biệt trong tác phẩm Periplus Ponti Evcines của tác giả vô danh (có thể là vào cuối thế kỷ thứ IV) rằng người Machelones và Heniochoi đã từng được gọi là người Ekcheireis. Xứ sở được gọi là Machelonia, một chư hầu của nhà Sassan, miêu tả trong cái gọi là Res Gestae Divi Saporis (Ka'ba-i Zartosht), bản khắc đá bằng ba ngôn ngữ vào giữa thế kỷ thứ III liên quan đến các hoạt động chính trị, quân sự và tôn giáo của Shapur I, và dường như trong trường hợp này được dùng để chỉ Colchis.
Người Machelones có mối liên quan mật thiết về mặt chủng tộc với người Macrones láng giềng (một bộ lạc được cho là tổ tiên của người Mingreli), họ được biết đến sớm nhất là từ thế kỷ thứ V TCN.